# Star (periódico)
Star es un tabloide turco. Fue poseído anteriormente por Cem Uzan. Este periódico comenzó como un diario sensacionalista similar al tabloide inglés The Sun, concentrándose más en los deportes, las modelos y el cotilleo del corazón que en las noticias. Su control fue asumido por el gobierno debido a los problemas legales y financieros de Cem Uzan, quién fue líder de su propio partido político, el Genç Parti (Partido Joven). Se vendió recientemente al grupo empresario Koza-İpek, nuevo en el sector turco de los medios de comunicación.